# Maysa Canta Sucessos
Maysa Canta Sucessos é o oitavo álbum de estúdio da cantora brasileira Maysa, lançado em 1960 e relançado em 1969 com o nome A Personalidade de Maysa. O disco traz na capa o rosto de Maysa pintado a óleo e fazia parte de um projeto da gravadora RGE de lançar álbuns de suas vozes consagradas interpretando canções que estavam fazendo sucesso nas paradas, pela voz de outros artistas. Agostinho dos Santos Canta Sucessos e Elza Laranjeira Canta Sucessos são exemplos
de outros álbuns desse projeto da gravadora.
Maysa Canta Sucessos traz, além dos sucessos da época cantados primeiramente por Miltinho, Carlos Lyra, Geraldo Cunha, Lúcio Alves e Elizeth Cardoso, a canção "Diplomacia", lançada dois anos antes no álbum Convite para Ouvir Maysa nº 2 e "Ternura Perdida", uma composição de sua mãe, Inah Monjardim, em parceria com Aloysio Figueiredo. As canções "Ri" e "Estou Pensando em Ti" também foram lançadas em um disco 78 rpm, no mesmo ano.

## Faixas
| #  | Título                  | Composição                                  |
| -- | ----------------------- | ------------------------------------------- |
| 1  | Ri                      | Luiz Antônio                                |
| 2  | Noite Chuvosa           | Fernando César / Britinho                   |
| 3  | O Amor E A Rosa         | Pernambuco / Antônio Maria                  |
| 4  | Sonata Sem Luar         | Vinicius de Carvalho / Freddy Chateaubriand |
| 5  | Chora Tua Tristeza      | Luvercy Fiorini / Oscar Castro Neves        |
| 6  | Ternura Perdida         | Aloysio Figueiredo / Inah Monjardim         |
| 7  | Estou Pensando Em Ti    | Benil Santos / Raul Sampaio                 |
| 8  | O Menino Desce O Morro  | Vera Brasil / De Rosa                       |
| 9  | A Canção Dos Seus Olhos | Pernambuco / Antônio Maria                  |
| 10 | Samba Triste            | Baden Powell / Billy Blanco                 |
| 11 | Um Novo Céu             | Fernando César / Ted Moreno                 |
| 12 | Diplomacia              | Maysa                                       |